# Rawle Glacier
Rawle Glacier är en glaciär i Antarktis. Den ligger i Östantarktis. Nya Zeeland gör anspråk på området. Rawle Glacier ligger 1 451 meter över havet.
Terrängen runt Rawle Glacier är kuperad österut, men västerut är den platt. Trakten är obefolkad. Det finns inga samhällen i närheten. 